# Гюльбудагянц, Армен Ишханович
Арме́н Ишха́нович Гюльбудагя́нц (арм. Արմեն Իշխանի Գյուլբուդաղյանց; род. 19 декабря 1966, Кировакан, Гугаркский район) — советский и армянский футболист, армянский футбольный тренер.

## Клубная карьера
В команде мастеров «Спартак (Октемберян)» дебютировал в 1983 году. В период с 1985 по 1987 годы не выступал.
С 1988 — снова в составе «Спартака». Затем играл за клубы «Лори», «Арарат-2», «Бананц».
В сезоне 1994/95 играл в Ливане.

## Карьера в сборной
Свой единственный матч в составе национальной сборной сыграл 16 июля 1994 года в домашней игре против сборной Мальты. Это был третий официальный матч сборной Армении с момента создания. Гюльбудагянц вышел на замену на 56-й минуте заменив Погоса Галстяна.

## Тренерская карьера
В год воссоздания «Бананца», в 2001 году, возглавил команду и руководил в течение двух полноценных сезонов. В 2003 году в конце апреля покинул клуб.
В середине чемпионата 2007 года сменил на посту «Пюника» Самвела Петросяна. В июне следующего года, на посту главного тренера «Пюника», Армена Гюльбудагянца сменил Вардан Минасян, после выездного поражения в Капане против местного «Гандзасара». Осенью того же года, после того как был уволен датский наставник Ким Сплисбоэль, Гюльбудагянц во второй раз возглавил «Бананц». В первенстве Армении 2008 года «Бананц» занял 5-е место, а в розыгрыше Кубка Армении 2009 года дошёл до полуфинала, где уступил «Пюнику». В чемпионате 2009 года команда выступала с переменчивостью. Из-за неудовлетворительных результатов президентом клуба Саркисом Исраеляном было принято решение уволить Гюльбудагянца с поста главного тренера. После завершения чемпионата Гюльбудагянц занял должность технического директора, также в функциях специалиста было воспитание молодых футболистов вместе с помощником Арой Нигояном. После первого круга в «Импульсе» было решено сместить с поста главного тренера Варужана Сукиасяна, а на его место назначить Армена Гюльбудагянца. В списке итогового результата за звание лучшего тренера сезона Гюльбудагянц занял второе место намного отстав от первого места, доставшегося Вардану Минасяну.

## Достижения

### Игрока
«Бананц»
- Чемпион Армении: 2007, 2008
- Бронзовый призёр чемпионата Армении: 1992, 1993
- Обладатель Кубка Армении: 1992

### Тренера
«Пюник»
- Чемпион Армении: 2007
- Обладатель Суперкубка Армении: 2007

«Бананц»
- Финалист Кубка Армении: 2009

«Импульс»
- Финалист Кубка Армении: 2011/12